# Jean-François Lalouette
Jean-François Lalouette (parfois orthographié (de) Lallouette, Paris, 1651 - Paris, 31 août 1728) est un compositeur français de l'ère baroque.

## Biographie
Lalouette reçut sa première éducation musicale à la maîtrise de l'église Saint-Eustache de Paris.
Il étudia le violon avec Guy Leclerc et la composition avec Jean-Baptiste Lully. Lalouette fut nommé premier assistant de Lully, qui lui demanda de compléter les parties intermédiaires de quelques-unes de ses dernières œuvres. Mais il semble avoir revendiqué la meilleure partie de l'opéra Isis (1677) et fut alors renvoyé par Lully.
Cependant l'insuccès de l'opéra Isis était dû à la scène de Junon courtisée par Neptune. Louis XIV y vit une allusion déplacée à l'égard de sa maîtresse Madame de Montespan.
En avril 1678, il se produisit à la cour de Savoie à Turin, où il fut nommé compositeur de musique et chargé de diriger le groupe des violonistes de l'orchestre. Il fut congédié de nouveau en juillet 1679, sans doute parce qu'il n'avait fourni qu'une seule sonate à trois pendant tout son service. De retour à Paris, il écrivit probablement un opéra, puisqu'il existe une lettre de 1681 d'un officier du roi lui interdisant la moindre représentation de son œuvre qui violerait le privilège accordé à Lully par le roi de France Louis XIV.
Les informations sur ses activités durant la période 1683 à 1693 sont plutôt rares. En avril 1683, lors du concours de Versailles, il fut refusé à Lalouette la possibilité de concourir pour l'un des quatre postes de sous-maître de chœur à la chapelle royale. Lully intervint pour faire nommer à ce poste Pascal Collasse, le nouvel assistant qui l'avait remplacé. Apparemment, il fut capable d'autofinancer un séjour à Rome en 1689, où il composa un concerto dans le style italien, qui n'eut cependant qu'une seule exécution. Vers 1692, on le retrouve dans les environs de l'église Saint-Germain-l’Auxerrois à Paris.
Le 7 décembre 1693, il est nommé maître de chapelle de la cathédrale de Rouen après un concours organisé par le chapitre de la cathédrale, devançant notamment le musicien Nicolas Bernier. Il y reste jusqu'au 15 février 1695.
Les renseignements concernant la période 1695 à 1700 sont contradictoires. Selon une source, à partir de septembre 1695, on le retrouve à Saint Germain l'Auxerrois occupé à un opéra en 4 actes l'Europe. Une autre source le décrit à Notre-Dame de Versailles entre 1695 et 1697 puis à Saint Germain l'Auxerrois en 1697-1698.
En novembre 1700, Lalouette fut désigné pour succéder à André Campra en tant que maître de chapelle à la cathédrale Notre-Dame. En 1716, il demanda à être déchargé de cette lourde tâche. Sa démission fut acceptée et il obtint un canonicat à l'église voisine Saint-Jean le Rond (un petit baptistère sur le flanc nord de Notre-Dame, démoli en 1751). Le 9 janvier 1717, son successeur, Nicolas Groniard (qui avait été formé à Meaux par Sébastien de Brossard), est « installé au chœur » de Notre-Dame de Paris « par M. le chantre », et à la maison des enfants de chœur « par MM. les Intendants de ladite maison » (Groniard avait été recruté le 16 décembre 1716 à la suite d'un concours ouvert du 20 novembre au 15 décembre). Cependant, dès le début de 1718, Lalouette adressa une requête pour être réinstallé dans son poste de maître de chapelle au sein de la cathédrale car il n'appréciait pas la nouvelle exécution de sa musique. Le 4 mars 1718 Lalouette est à nouveau reçu comme maître de musique de Notre-Dame, son successeur ayant démissionné de son poste le 14 février.
Le Miserere de Lalouette fut exécuté au Concert Spirituel des Tuileries en 1726.
Sa démission définitive de toute occupation intervint le 22 janvier 1727. Il lui fut alloué une pension annuelle de 400 livres tournois.
Le 9 juillet 1728, le chapitre de l'église à laquelle il avait appartenu, accepta de donner le corpus complet de ses œuvres musicales aux archives pour les conserver.

## Œuvres
- Motets de 1 à 3 voix et bc, premier livre, (Paris, 1726)

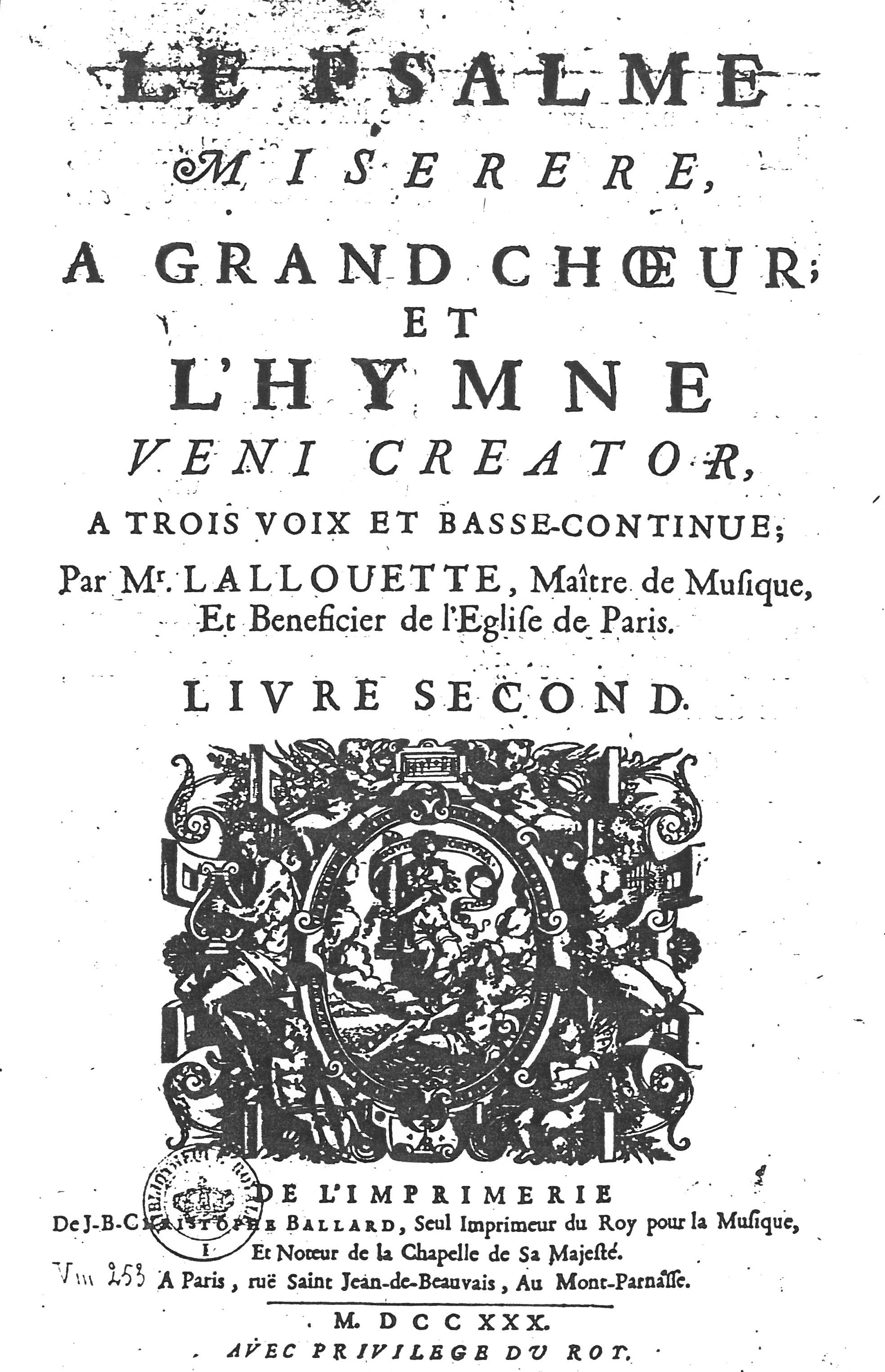
Page de titre de l'édition du Miserere de Lalouette paru chez Ballard en 1730

- Page de titre de l'édition du Miserere de Lalouette paru chez Ballard en 1730Psaume Miserere à grand chœur & Hymne, Veni Creator à 3 voix, second livre, (Paris, 1730)
- Missa Veritas à 4 voix, (Paris, 1744)
- Messe en plain chant (Recueil de messes en plain chant musical)
- Motet O Cibum super Omnia à 2 voix et bc (également attribué à Lully)
- 6 Motets à 3 voix et bc (attribués à Sébastien de Brossard; et aussi à Lully)
- Menuet pour le premier dessus (Suites de danses pour les violons et les hautbois)

Œuvres perdues :
- Œuvre pendant son séjour à Paris, vers 1678–1680
- Concerto (datant probablement de 1689 ?).
- Sérénade à 3, 1678.
- Ballets airs, musique de scène[4].